# 瀨戶號列車
Sunrise瀨戶（日语：／ Sanraizu seto */? ）是一列連接日本東京和高松的特急列車，經由東海道本線、山陽本線、宇野線、本四備讚線（瀨戶大橋線）、予讚線，是日本現在少見的臥舖列車之一。使用JR西日本與JR東海所擁有的285系車輛運行的「日出瀨戶號」是在1998年7月10日開始營運，以取代原本行駛於同路線但使用舊款24系客車（藍色列車）運行的瀨戶號。
日出瀨戶號是唯一由JR四家公司（西日本、東海、東日本、四國）共同營運、行駛路線跨越四家公司所屬區間的客運列車。現在東京和高松之間每日運行一班往返，單程需時9.5小時。

## 運行概況

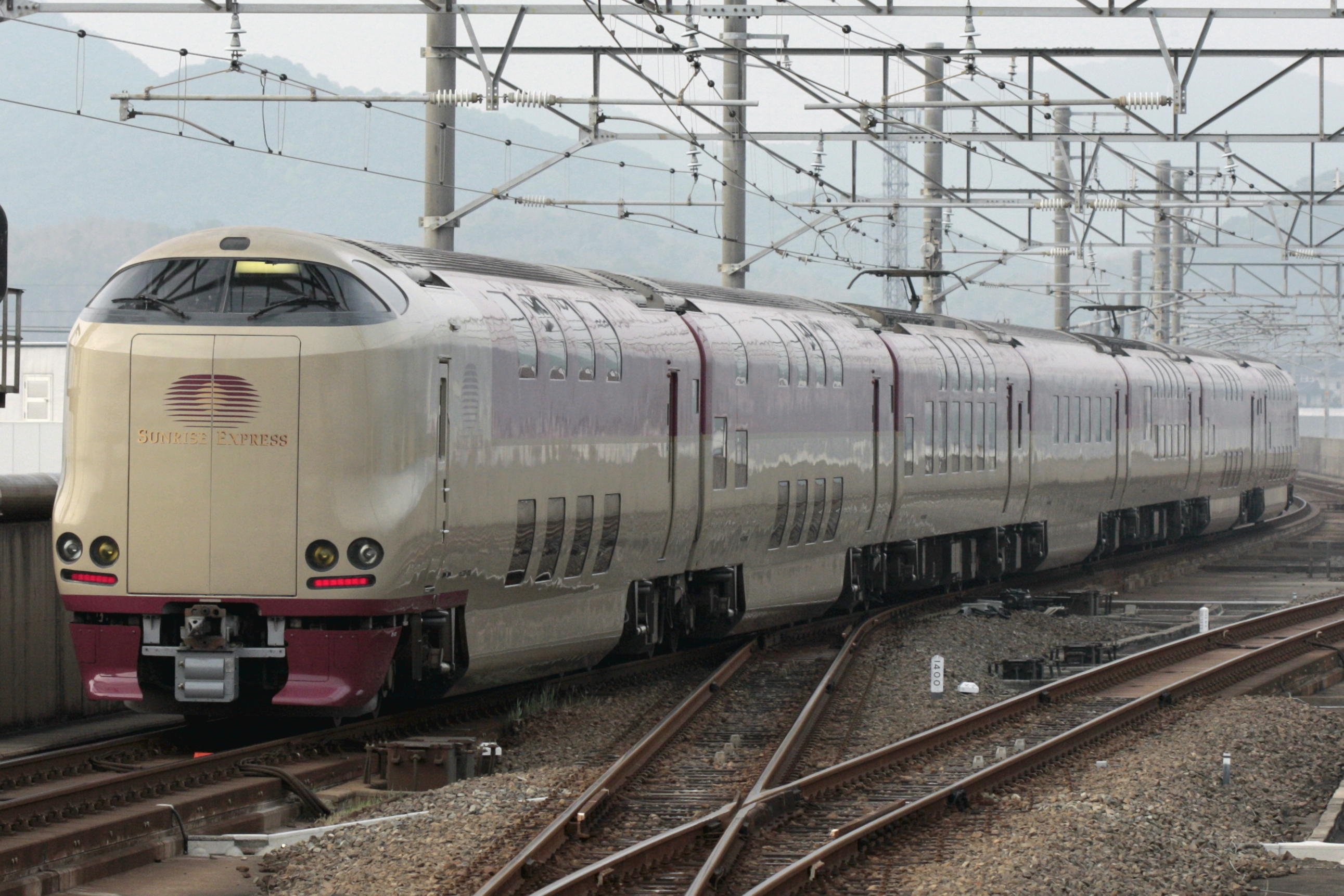
本四備讃線（瀨戶大橋線）走行中的「Sunrise瀨戶」
（2009年5月3日 茶屋町站）

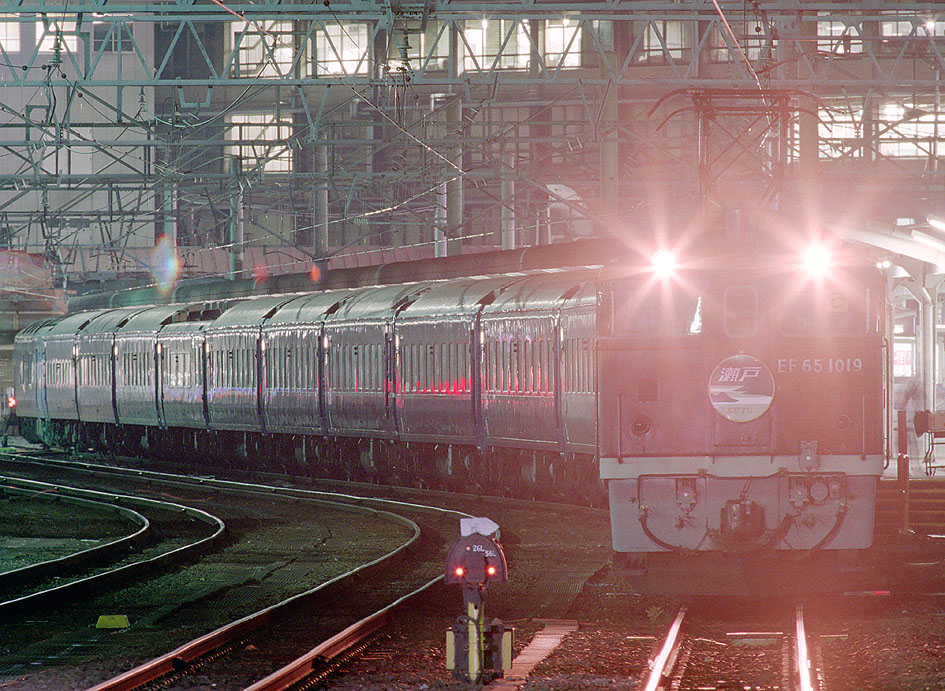
由EF65型電力機車牽引的「藍色列車」時代之瀨戶號。1995年10月攝於。

東京站 - 高松站間行車時間約9小時30分，毎日開行1對往復列車。

### 停車站
東京站 - {品川站} ‐ 横濱站 - {小田原站} ‐ 熱海站 - 沼津站 - 富士站 - 静岡站 - （濱松站） - 〔大阪站〕 - 〔三之宮站〕 - 姬路站 - 岡山站 - 兒島站 - 坂出站 - 高松站
- （　）為只限下行往高松列車的停車站、〔　〕為只限上行往東京列車的停車站、{　}為上行列車大幅延遲時才停靠的臨時停車站。
- 上下行列車均於豐橋站、米原站進行運轉停車（更換司機員，但不上下客）；下行列車會於岐阜站、大阪站，上行列車會在名古屋站、濱松站進行運轉停車。
- 下行班次在岡山站會與出雲號分離為兩列車，分離後由開往高松的瀨戶號先發車；上行班次瀨戶號會先抵達岡山，待出雲號到站後連結為一列車開往東京。
- 從2014年9月起，在乘客較多的期間，於週五晚、週六晚及假日前一晚從東京發車的班次，會在抵達高松站後，延長行駛至琴平站，中途停靠多度津站及善通寺站。1999年7月至2009年8月也曾延長行駛至松山站。

### 使用車輛、編成
使用JR西日本的後藤綜合車輛所及JR東海的大垣車輛区的JR西日本285系電力動車組運營。

### 担当乘務員
JR東日本、JR東海、JR西日本及JR四国負責在各自公司管理的区間派出司機和列車長，在公司邊界站（熱海、米原、兒島）交換職員。
以往車掌（列車長）由JR西日本的岡山車掌區派員全程執勤，2015年3月14日時刻表改點起改由各公司各自派員在所屬區間內執勤。

## 關連項目
- 日出出雲號列車

## 外部連結
- JRおでかけネット Sunrise出雲・瀬戸